# Geoffrey Kondogbia
Geoffrey Edwin Kondogbia (ur. 15 lutego 1993 w Nemours) – środkowoafrykańsko–francuski piłkarz występujący na pozycji pomocnika we francuskim klubie Olympique Marsylia oraz reprezentacji Republiki Środkowoafrykańskiej, w latach 2013–2015 reprezentant Francji.

## Kariera klubowa
Grę w piłkę nożną rozpoczął w amatorskich klubach FC Nandy i US Sénart-Moissy. W 2004 roku podjął treningi w RC Lens. W 2010 roku awansował do kadry pierwszej drużyny. 21 maja 2011 zadebiutował w Ligue 1 w przegranym 0:1 domowym meczu z AC Arles-Avignon. W sezonie 2010/2011 spadł z Lens do Ligue 2. W sezonie 2011/2012 był podstawowym zawodnikiem zespołu.
Latem 2012 roku Kondogbia przeszedł do Sevilla FC. W Primera División swój debiut zanotował 15 września 2012 w zwycięskim 1:0 domowym spotkaniu przeciwko Realowi Madryt. W 82. minucie tamtego meczu zmienił Piotra Trochowskiego.
W sierpniu 2013 roku AS Monaco skorzystało z klauzuli 20 mln euro zapisanej w kontrakcie gracza i zawodnik przeniósł się do monakijskiego klubu. 15 września zadebiutował w meczu ligowym przeciwko FC Lorient. Spotkanie zakończyło się wygraną 1:0, a Kondogbia wystąpił na murawie od pierwszego gwizdka.

### Statystyki kariery
| Sezon   | Klub           | Kraj      | Rozgrywki        | Mecze | Bramki | Rozgrywki Europy                    | Mecze | Bramki |
| ------- | -------------- | --------- | ---------------- | ----- | ------ | ----------------------------------- | ----- | ------ |
| 2010/11 | RC Lens        | Francja   | Ligue 1          | 3     | 0      | -                                   | -     | -      |
| 2011/12 | RC Lens        | Francja   | Ligue 2          | 32    | 1      |                                     |       |        |
| 2012/13 | Sevilla FC     | Hiszpania | Liga BBVA        | 31    | 1      | Liga Europy UEFA                    | 1     | 0      |
| 2013/14 | Sevilla FC     | Hiszpania | Liga BBVA        | 2     | 0      | -                                   | -     | -      |
| 2013/14 | AS Monaco FC   | Francja   | Ligue 1          | 26    | 1      | -                                   | -     | -      |
| 2014/15 | AS Monaco FC   | Francja   | Ligue 1          | 23    | 1      | Liga Mistrzów UEFA                  | 8     | 0      |
| 2015/16 | Inter Mediolan | Włochy    | Serie A          | 26    | 1      | -                                   | -     | -      |
| 2016/17 | Inter Mediolan | Włochy    | Serie A          | 24    | 1      | -                                   | -     | -      |
| 2017/18 | Valencia CF    | Hiszpania | Primera División | 31    | 4      | -                                   | -     | -      |
| 2018/19 | Valencia CF    | Hiszpania | Primera División | 19    | 1      | Liga Mistrzów UEFA Liga Europy UEFA | 5 2   | 0      |

## Kariera reprezentacyjna

### Francja
Kondogbia występował w młodzieżowych reprezentacjach Francji na różnych szczeblach wiekowych. W 2012 roku zagrał z kadrą U-19 na Mistrzostwach Europy 2012. W 2013 roku wywalczył z Francją U-20 mistrzostwo świata na turnieju rozegranym w Turcji.
W sierpniu 2013 roku otrzymał od selekcjonera Didiera Deschampsa pierwsze powołanie do reprezentacji seniorskiej. 14 sierpnia zadebiutował w niej w zremisowanym 0:0 towarzyskim meczu z Belgią w Brukseli. W latach 2013–2015 rozegrał w reprezentacji Francji 5 spotkań, nie zdobył żadnego gola.

### Republika Środkowoafrykańska
W 2018 roku postanowił rozpocząć występy w reprezentacji Republiki Środkowoafrykańskiej, skąd pochodzą jego rodzice. W sierpniu tego samego roku otrzymał pierwsze powołanie na mecz przeciwko Gwinei, które zmuszony był odrzucić ze względów proceduralnych. 12 października 2018 zadebiutował w zespole narodowym w przegranym 0:4 spotkaniu z Wybrzeżem Kości Słoniowej w kwalifikacjach Pucharu Narodów Afryki 2019.

### Bramki w reprezentacji
| LP | Data              | Miejsce            | Przeciwnik | Bramka | Rezultat | Ranga meczu                            |
| -- | ----------------- | ------------------ | ---------- | ------ | -------- | -------------------------------------- |
| 1. | 18 listopada 2018 | Stade Huye, Butare | Rwanda     | 2:2    | 2:2      | Eliminacje Pucharu Narodów Afryki 2019 |

## Życie prywatne
Brat Evansa Kondogbii, kuzyn Habiba Habibou.

## Sukcesy
Francja U-20
- mistrzostwo świata: 2013